# Трудовой переулок (Салават)
Улица Трудовой переулок  — улица расположена в 111 и 116  кварталахе в западной части города.

## История
Застройка улицы началась в 1950 году.   Улица застроена частными 1-2 этажными частными  домами.

## Трасса
Улица Трудовой переулок начинается от улицы Спортивная и заканчивается на улице Джамиля. 

## Транспорт
По улице Трудовой переулок общественный транспорт не ходит. 